# Big Sur Folk Festival
O Big Sur Folk Festival foi uma reunião informal de artistas proeminentes e emergentes do folk estadunidense, realizada de 1964 a 1971 na Califórnia, nos Estados Unidos. Nancy Jane Carlen (1941-2013) trabalhava no Esalen Institute quando Joan Baez recebeu um pedido de realização de oficinas musicais. Carlen era uma grande amiga de Baez, e ambas decidiram convidar outros artistas, no que acabou sendo o primeiro festival de Big Sur.
Baez se apresentou nas sete edições do evento. Entre as apresentações mais famosas, podem ser citadas as de Joni Mitchell, Judy Collins, The Beach Boys, Crosby, Stills, Nash & Young, Country Joe McDonald, John Sebastian, Kris Kristofferson, Arlo Guthrie, Blood, Sweat & Tears, Taj Mahal (músico), Dorothy Morrison com Edwin Hawkins, e Julie Payne. Todos os artistas foram pagos segundo os valores do sindicato, aproximadamente cinquenta dólares estadunidenses. O público pagou de 3,50 a 5,50 dólares estadunidenses, dependendo do ano. Toda a renda foi revertida para o Instituto de Estudo da Não Violência, de Baez. 
Carlen queria que o evento fosse agradável e discreto, permitindo que os artistas relaxassem após a longa temporada de concertos de verão. Com exceção de um ano, foi realizado em frente à piscina do Instituto Esalen, na costa do Big Sur. O penúltimo evento foi realizado no Monterey County Fairgrounds. Propositalmente, Carlen manteve a publicidade dos eventos num nível mínimo, visando a evitar grandes multidões. Richard e Mimi Fariña tocaram pela primeira vez no festival, o que fez com que eles conseguissem assinar um contrato com uma gravadora. 
No festival de setembro de 1969, foi realizado um documentário sobre o evento.  Celebration at Big Sur apresentou muitos artistas que, quatro semanas antes, haviam tocado no festival de Woodstock. Posteriormente, o festival de Big Sur foi considerado a antítese do comercial festival de Woodstock, mas, originalmente, ele havia sido considerado a antítese do Newport Folk Festival.

## Fundação
O festival foi fundado em 1964 por Nancy Carlen. Ela frequentava a Universidade de Boston quando conheceu Joan Baez. Na época, Baez vivia em Carmel Valley Village. Impressionada com a música e as convicções sociais de Baez, Nancy cruzou o país e chegou em Big Sur em 1961. Ela conseguiu um emprego em Esalen e passou a morar ali.
Carlen escreveu que o festival "começou como uma cotovia, com o Instituto Esalen nos oferecendo a chance de assumir o controle daquele lugar magnífico por um fim de semana inteiro, com a missão de oferecer um seminário sobre a nova música folk". Ela convidou Baez para comandar o seminário. Carlen havia conhecido Mimi e Richard Fariña na casa de um amigo em comum. Carlen e Richard discutiram ideias sobre o festival, e Carlen convidou ambos para o festival. Foi sua primeira apresentação profissional.

Bem, sempre que você encontrava Joan Baez, Richard e Mimi Fariña e eu no mesmo lugar, teria de haver cantoria. Portanto, ao invés de reuniões e palestras, nós cantamosː nos banhos de enxofre, nos gramados, até mesmo durante as refeições, sentados em longas tábuas de madeira no chalé. No domingo à tarde, nós convidamos a vizinhança para se juntar a nós, transformamos o deque da piscina de Esalen num palco, e cantamos para todos.
Carlen convidou Malvina Reynolds, Mark Spoelstra, Roger Abraham e os artistas locais Janet Smith e Richard e Mimi Fariña. Carlen também se apresentou. Posteriormente, Carlen disse que sua intenção era que o festival fosse uma apresentação de artistas, onde eles poderiam ter um pouco de paz e isolamento depois do longo circuito de festivais do verão.
O público gostou tanto da apresentação de Richard e Mimi que três gravadoras quiseram assinar um contrato com a dupla. Como Richard já tinha um contrato com a Vanguard, eles assinaram com essa gravadora.

## Concertos posteriores
O festival foi realizado anualmente de 1964 a 1969 no Instituto Esalen, em Big Sur. Em 1970, ele foi transferido para Monterey County Fairgrounds. Em 1971, ele retornou para Esalen para sua última edição.
Conforme o seminário se transformou em verdadeiras apresentações, Carlen manteve o evento propositalmente pequeno, enfatizando "qualidade e atmosfera acima de publicidade e sucesso comercial". Até mesmo quando artistas conhecidos como os Beach Boys e Crosby, Stills, Nash & Young foram programados para se apresentar, Carlen manteve o público em apenas alguns milhares de pessoas. Ela preferia públicos de menos de 6 000 pessoas, preferencialmente 3 000 pessoas. Em 1971, ela não pagou por publicidade e distribuiu convites ao invés de vender entradas. Ela remunerou os artistas segundo as determinações sindicais, nunca mais de cinquenta dólares estadunidenses por artista. O ingresso variou de 3,50 a 5,50 dólares estadunidenses, de acordo com o ano. Como agentes de segurança, Carlen usou membros do Instituto para Estudos de Não Violência, de Baez.
De 1964 a 1971, o festival apresentou artistas conhecidos e artistas emergentes, como Joan Baez, Joni Mitchell, Judy Collins, the Beach Boys, Crosby, Stills, Nash & Young, Country Joe McDonald, John Sebastian, Kris Kristofferson, Arlo Guthrie, Dorothy Morrison com Edwin Hawkins Singers, Julie Payne, e Mimi Farina. Durante o festival de outubro de 1970, Kristofferson soube que Janis Joplin, com quem ele havia se envolvido, morreu de overdose em Los Angeles.
Em Esalen, o público se sentava sobre a grama em frente à piscina, e os artistas tocavam do outro lado da piscina, com o oceano Pacífico ao fundo. Em 1968, o público diário foi de 5 000 pessoas. Em setembro de 1970, em Monterey County Fairgrounds, o público totalizou entre 6 000 e 7 000 pessoas.
A apresentação dos Beach Boys em Monterey County Fairgrounds na edição de 1970 ajudou a estabelecê-los como uma banda de roque. O empresário Jack Riley disse que essa apresentação fez com que eles fossem, logo em seguida, convidados a se apresentar no Carnegie Hall. Uma gravação da canção Wouldn't It Be Nice foi incluída no single e no álbum intitulados Live at Big Sur Folk Festival .
Embora o festival seja, atualmente, visto às vezes como a antítese do comercial festival de Woodstock, originalmente ele era considerado a antítese do Newport Folk Festival. O festival inspirou, em parte, o primeiro Festival Pop de Monterey, em 1967.

## Documentário
O documentário Celebration at Big Sur registrou a edição de 1969 do festival. Essa edição apresentou muitos artistas que haviam acabado de se apresentar no festival de Woodstock, algumas semanas antes. O jornal Los Angeles Herald Examiner noticiou que os artistas doaram seu tempo no concerto e no filme em troca de uma participação nos lucros. O jornal Daily Variety noticiou, em abril de 1970, que os lucros do festival foram divididos entre a Fundação Big Sur Folk Festival (88 por cento) e a equipe (doze por cento). Outra fonte noticiou que a renda foi revertida para o Instituto de Estudos da Não Violência, de Joan Baez.
Entre 10 000 e 15 000 pessoas acamparam três milhas acima e três milhas abaixo ao longo da autoestrada Um para assistir ao festival de dois dias. A educação do público do festival era tão boa que até aqueles que não haviam podido comprar o ingresso de quatro dólares estadunidenses ouviram os concertos a partir da autoestrada, apesar de não haver portão.

## Artistas que se apresentaram em cada edição
Primeiro Big Sur Folk Festival

Domingo, 21 de junho de 1964
- Joan Baez
- Roger Abraham
- Nancy Carlen
- Malvina Reynolds
- Mark Spoelstra
- Janet Smith
- Mimi & Richard Fariña

Segundo Big Sur Folk Festival

13–14 de setembro de 1965
- Joan Baez
- The Incredible String Band
- John Sebastian
- Delanie and Bonnie
- Dorothy Morrison and the Comb Sisters

Terceiro Big Sur Folk Festival

Domingo, 10 de julho de 1966
- Joan Baez
- Judy Collins
- Mark Spoelstra
- Malvina Reynolds
- Nancy Carlen
- Al Kooper
- Mimi Fariña

Quarto Big Sur Folk Festival

28–29 de junho de 1967
- Joan Baez
- Judy Collins
- Mark Spoelstra
- Jade the Mad Muse (?)
- Chambers Brothers
- Mimi Fariña
- Al Kooper

Quinto Big Sur Folk Festival

8–9 de setembro de 1968
- Joan Baez
- Judy Collins
- Mimi Fariña
- Arlo Guthrie
- Charles River Valley Boys

Sexto Big Sur Folk Festival

14–15 de setembro de 1969
- Joan Baez
- Joni Mitchell
- Crosby, Stills, Nash & Young
- John Sebastian
- Johanna Demetrakas
- Dorothy Morrison & the Edwin Hawkins Singers
- Mimi Fariña
- Julie Payne
- Ruthann Friedman
- Carol Ann Cisneros
- The Comb Sisters
- Chris Ethridge
- Flying Burrito Brothers
- Struggle Mountain Resistance Band

Sétimo Big Sur Folk Festival

Sábado, 3 de outubro de 1970

Realizado no Monterey County Fairgrounds
Concerto de uma hora da tarde:
- Beach Boys
- John Phillips
- Joan Baez
- Merry Clayton and Love Ltd.
- Kris Kristofferson
- John Hartford

Concerto de oito horas da noite: 
- Beach Boys
- John Phillips
- Linda Ronstadt, with Swamp Water
- Mimi Fariña & Tom Jans
- Mark Spoelstra
- Country Joe McDonald
- Tom Ghent
- Joan Baez

Final: todos cantam You Ain't Going Nowhere
Oitavo (e último) Big Sur Folk Festival

Sábado, 25 de setembro de 1971
- Joan Baez
- Kris Kristofferson
- Mimi Fariña e Tom Jans
- Mickey Newbury
- Big Sur Choir[21]
- Lily Tomlin & Larry Hankin
- Blood, Sweat and Tears

## Pôsteres
Os pôsteres produzidos por Bob Muson e outros artistas são, atualmente, objetos de colecionadores. Poucos pôsteres foram produzidos, pois o festival não teve muita publicidade. Poucos ainda existem até hoje. Um pôster da edição de 1966 foi vendido em 2014 por setecentos dólares estadunidenses.

## Gravações e filmes
- California Saga: California, um single dos Beach Boys no seu álbum de 1973 Holland.[24]
- Celebration at Big Sur, filme, 1971. Do festival de 1969.
- Celebration, álbum, 1970. Do festival de 1970. (CD lançado somente na Europa)
- One Hand Clapping, álbum, 1971. Do festival de 1971 festival. (não disponível em CD)  Columbia, 1972, New York, N.Y.
- Live at the Big Sur Folk Festival, Kris Kristofferson 2016, 37 minutos
- "Wouldn't It Be Nice", dos Beach Boys, no single e álbum de 1971 Live at Big Sur Folk Festival[25]